# Przemystka
Przemystka – wieś kujawska w Polsce położona w województwie kujawsko-pomorskim, w powiecie radziejowskim, w gminie Radziejów. Miejscowość graniczy bezpośrednio (od północy) z Radziejowem.
W latach 1975–1998 miejscowość należała administracyjnie do województwa włocławskiego.
Wieś sołecka – zobacz jednostki pomocnicze gminy Radziejów w  BIP.

## Historia
W wieku XIX Przemystka to  niewielki folwark o rozległości 305 mórg w powiecie nieszawskim, gminie i parafii Radziejów, odległy 28 wiorst od Nieszawy, W roku 1885 było tu 59 mieszkańców.